# 克劳斯·冯·克利青
克劳斯·冯·克利青（德語：Klaus von Klitzing，1943年6月28日—），是一位德国物理学家。他因于1980年2月5日在格勒诺布尔高强度磁场实验室发现量子霍尔效应而获1985年诺贝尔物理学奖。

## 家庭
冯·克利青是出生于一个相当古老的勃兰登堡贵族家庭。这个贵族家庭最早于1265年就在文献上有提及。克劳斯·冯·克利青的父亲是一位资深林业管理员。他的祖父曾是普鲁士波森省的农业局局长和普鲁士上院的成员。

## 生平
1943年生於德國瓦爾特蘭帝國大區施羅達（今波蘭希羅達），1945年德國戰敗後，波蘭驅逐了境內的德意志人，冯·克利青随家逃到下萨克森州费希塔县的路滕（Lutten）。从1948年至1951年他们住在奥尔登堡，在这里1949年克劳斯·冯·克利青进入小学。1951年他家迁往克洛彭堡县埃森，至1968年他们住在市政府的楼上。1962年2月克劳斯·冯·克利青在奥斯纳布吕克县夸肯布吕克（Quakenbrück）中学毕业。
此后冯·克利青在不伦瑞克工业大学学物理。1969年3月他大学毕业。
至1980年11月他在维尔茨堡大学研究，在此期间他于1972年获得博士学位，他的博士论文题目为《碲在强磁场中的电磁特性》。1978年他获得在大学任教的学术地位。
在他在维尔茨堡期间冯·克利青也获得了在国外进行研究的机会，1975年至1978年他在牛津，1979年至1980年在格勒诺布尔进行研究工作。在格勒诺布尔他也发现了量子霍尔效应。
1980年慕尼黑工业大学聘请冯·克利青任凝聚态物理学教授。1985年春冯·克利青移居斯图加特，成为马克斯·普朗克凝聚态研究所所长团的成员。同年斯图加特大学授予他荣誉教授。
冯·克利青是德国未来奖和德国经济界颁发的创新奖的评审员。此外他是由奥尔登堡大学参与颁发的以他命名的克劳斯·冯·克利青奖的评审员。该奖授予在自然科学方面表现突出的教师。
冯·克利青强烈宣传基础研究，他始终试图在公众中唤起对物理学的好奇心和热情。他是多个国家科学院的成员。六个国家的不同大学授予他荣誉博士学位。

## 诺贝尔奖
1985年克劳斯·冯·克利青因发现了量子霍尔效应而获得诺贝尔物理学奖。这个发现决定性的试验是在1980年2月5日晚上进行的。这个发现证实了电阻是量子性的，其最小单位由两个物理常数决定：普朗克常数和电子电荷。因此它本身也是一个物理常数。通过量子霍尔效应今天可以对电阻进行绝对的和极精确的测量。从1990年开始电阻的单位欧姆的定义是根据量子霍尔效应确定的。量子霍尔效应也是纳米电子工程的出发点。通过它可以研究比今天的微电子学小得多的半导体元件的物理特性。